# BEFORE The Backstreet Boys 1989-1993
BEFORE The Backstreet Boys 1989 - 1993 demo no oficial lanzado de manera independiente por el miembro de los Backstreet Boys Nick Carter. Las canciones fueron grabadas por Nick cuando era más joven, entre 1989 y 1993.
La canción "Hard To Get" fue escrita por Mark J. Dye para Cater y su anterior compañera Malia Tuaileva. Tuaileva aparece en un dueto en el álbum y cantando en solitario en la canción "Mansion In Malibu".

## Lista de canciones
.
1. "Summer!"
2. "Love Is A Wonderful Thing"
3. "More Today Than Yesterday"
4. "Hard To Get" (dueto con Malia Tuaileva)
5. "Rhythm Of My Heart"
6. "Runaround Sue"
7. "Lights"
8. "Breaking Up Is Hard To Do"
9. "Just A Gigolo" /"I Ain't Got Nobody"
10. "Jailhouse Rock"
11. "God Bless The U.S.A."
12. "Uptown Girl"
13. "Rockin' Around The Christmas Tree"
14. "Mansion In Malibu" (solo de Malia)
15. "The Star-Spangled Banner"
16. "Hard To Get" (versión solista de Carter)
17. "Sunday Morning Bells"